# Маріуш Анджеєвський
Маріуш Анджеєвський (пол. Mariusz Andrzejewski; нар. 1 липня 1971) — польський економіст, менеджер, інженер та державний службовець, доктор економіки, доцент кафедри економіки в Кракові, 2005—2006 роки заступник міністра фінансів.
Маріуш закінчив три галузі навчання: у 1995 р. — автоматика та робототехніка в Університеті науки і техніки АГГ, у 1996 р. — бухгалтерський облік в Університеті економіки в Кракові та 1997 р. — інформатика в Університеті науки і техніки АГГ. Під час навчання він тричі отримував стипендію міністра національної освіти. У 2001 році захистив докторську дисертацію на АЕК Вимоги до розкриття інформації компаніями, що перелічені у Польщі, на тлі глобальних рішень. У 2013 році він став хабілітованим доктором економічних наук (спеціалізація у галузі фінансів та бухгалтерського обліку) на базі дисертації, що має назву Корегувальна функція фінансового аудиту в системі бухгалтерського обліку. Анджеєвський читав лекції в UEK, Університеті науки і техніки AGH, Університеті фінансів та права в Бельсько-Бялі. Маріуш очолив Департамент банківської справи та фінансів на WSFiP у Бєлсько-Бялі; В даний час він очолює фінансовий департамент та є декан факультету фінансів та права при економічному університеті в Кракові. Автор та співавтор публікацій у галузі бухгалтерського обліку, фінансування, інвестиційного планування та ринку капіталів. Член Наукової ради Асоціації бухгалтерів, Європейської асоціації бухгалтерів (EAA) у Польщі та віце-президент Краківського відділення Польського економічного товариства.
Анджеєвський також отримав кваліфікацію сертифікованого аудитора, в 1998 році він склав іспит на члена наглядових рад державних компаній, а в 2006 році отримав сертифікат про доступ до секретної інформації. Він був сенатором УЕК, арбітром арбітражного суду при Польській комісії фінансового нагляду та адвокатом в програмах Phare. Він також перебував на наглядових радах та радах компаній, у тому числі був головою правління Północ Nieruchomości SA, віце-президентом наглядової ради PolRest, та головою наглядової ради PKP.
22 грудня 2005 р. Призначений заступником міністра фінансів. 12 квітня 2006 року він звільнився з посади з сімейних міркувань. Анджеєвський став співавтором програми «Право і справедливість». У 2017 році він був висунутий як кандидат від ПІС на посаду президента Кракова, проте партія та сам Анджейєвський остаточно схвалили Малгожату Вассерманн.